# Araneus dofleini
Araneus dofleini là một loài nhện trong họ Araneidae.
Loài này thuộc chi Araneus. Araneus dofleini được Friedrich Wilhelm Bösenberg & Embrik Strand miêu tả năm 1906.